# Leggio elettronico
Per leggio elettronico si intende un software che serve ai musicisti prima e durante le performance per gestire le pagine del proprio repertorio musicale.
In altre parole, un leggio elettronico serve per organizzare gli spartiti e i testi delle canzoni che costituiscono il repertorio di un musicista, in modo da renderli facili da ritrovare e visualizzare durante le performance musicali.
Questo tipo di software è diffuso sotto forma di App per i dispositivi mobile e di webApp funzionanti offline.
Sono esempi di leggio elettronico i programmi:
- MobileSheets
- Setlistmaker
- Moraldiweb Music Manager
- OnSong
- piaScore
- unrealBook

Da non confondere con i programmi notazionali, che servono invece a "scrivere" la musica.